# Шавал
Шавал (порт. Chaval)  —  муниципалитет в Бразилии, входит в штат Сеара. Составная часть мезорегиона Северо-запад штата Сеара. Входит в экономико-статистический  микрорегион Литорал-ди-Камосин-и-Акарау. Население составляет 13 348 человек на 2006 год. Занимает площадь 238,228 км². Плотность населения — 56,0 чел./км².
Праздник города —  22 ноября. 

## История
Город основан в 1953 году.

## Статистика
- Валовой внутренний продукт на 2003 составляет 18.964.399,00 реалов (данные: Бразильский институт географии и статистики).
- Валовой внутренний продукт на душу населения на 2003 составляет 1.481,13 реалов (данные: Бразильский институт географии и статистики).
- Индекс развития человеческого потенциала на 2000 составляет 0,579 (данные: Программа развития ООН).